# Wojsiłka pospolita
Wojsiłka pospolita (Panorpa communis) – europejski gatunek owada z rzędu wojsiłek, blisko spokrewniony z Panorpa vulgaris (gatunki siostrzane), od której różni się upodobaniami siedliskowymi. Wojsiłka pospolita preferuje środowiska bardziej cieniste i wilgotne – łąki, zarośla i skraje lasów, a także żywopłoty.
Imago ma smukłą budowę, długie odnóża, dwie pary skrzydeł z licznymi żyłkami, aparat gębowy wydłużony, odwłok wydłużony, u samic na końcu zwężony i rurkowaty, u samców zakończony kleszczowatymi wyrostkami (przypomina kolec jadowy skorpiona) służącymi do przytrzymania samicy podczas kopulacji. Wyrostki te są smukłe, a ich szczytowe części zbieżne. Siódmy i ósmy człon odwłoka u samca stożkowate. U samicy ósmy segment odwłoka najkrótszy, prawie dwukrotnie krótszy od siódmego; szósty zaś zwężony ku tyłowi. Skrzydła pokryte są brunatnymi plamkami. Rozpiętość skrzydeł około 30 mm. Długość ciała do 20 mm.
W rozwoju wojsiłek zachodzi przeobrażenie zupełne – występuje postać poczwarki. Samica składa jaja do ziemi. Gąsienicowate larwy żyją w wilgotnej glebie, żerując na chorych owadach. Przepoczwarczenie następuje w ziemi. Poczwarka typu wolnego. Osobniki dorosłe można obserwować od maja do września.
W Polsce gatunek występujący pospolicie, lecz jego dokładniejsze rozmieszczenie na terenie kraju nie jest dobrze poznane. Można go spotkać w lasach mieszanych, wzdłuż rzek i strumieni. Odżywia się nektarem kwiatów, drobnymi, chorymi lub martwymi owadami.